# Stjärnlöksläktet
Stjärnlökar (Ornithogalum) är ett släkte av sparrisväxter. Stjärnlökar ingår i familjen sparrisväxter.
Kaphyacinter räknades tidigare till ett eget släkte, Galtonia, men förs numera till stjärnlökarna. En annan art, arabisk stjärnlök, förs till ett eget släkte Melomphis.
Alla stjärnlökarna är fleråriga lökväxter med smala blad. Blommorna sitter allt från enstaka till täta klasar hos vissa arter, och är oftast grön-vita. Ståndarsträngarna är plattade. I hela växten finns hjärtaktiva gifter.

## Bildgalleri

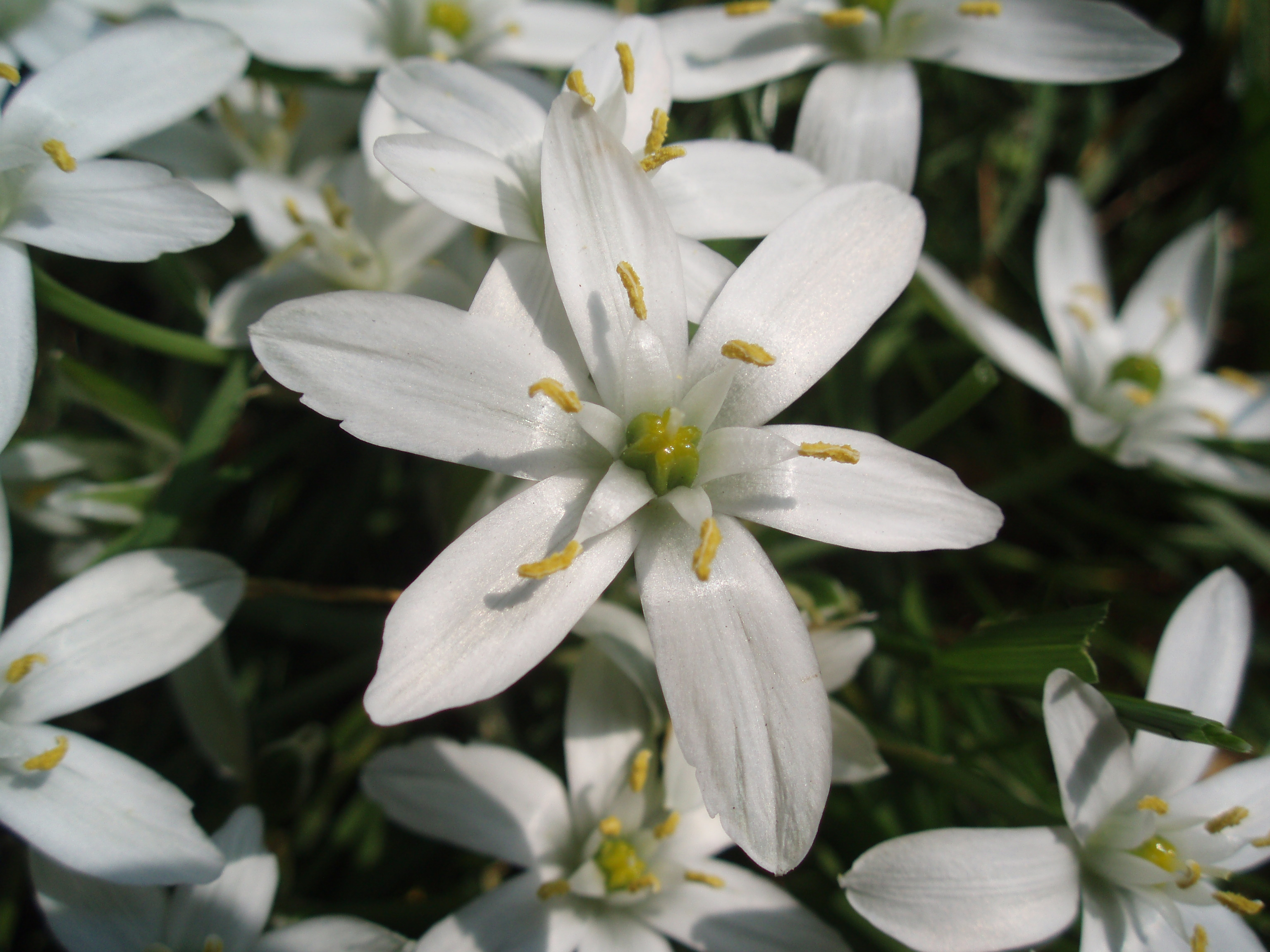
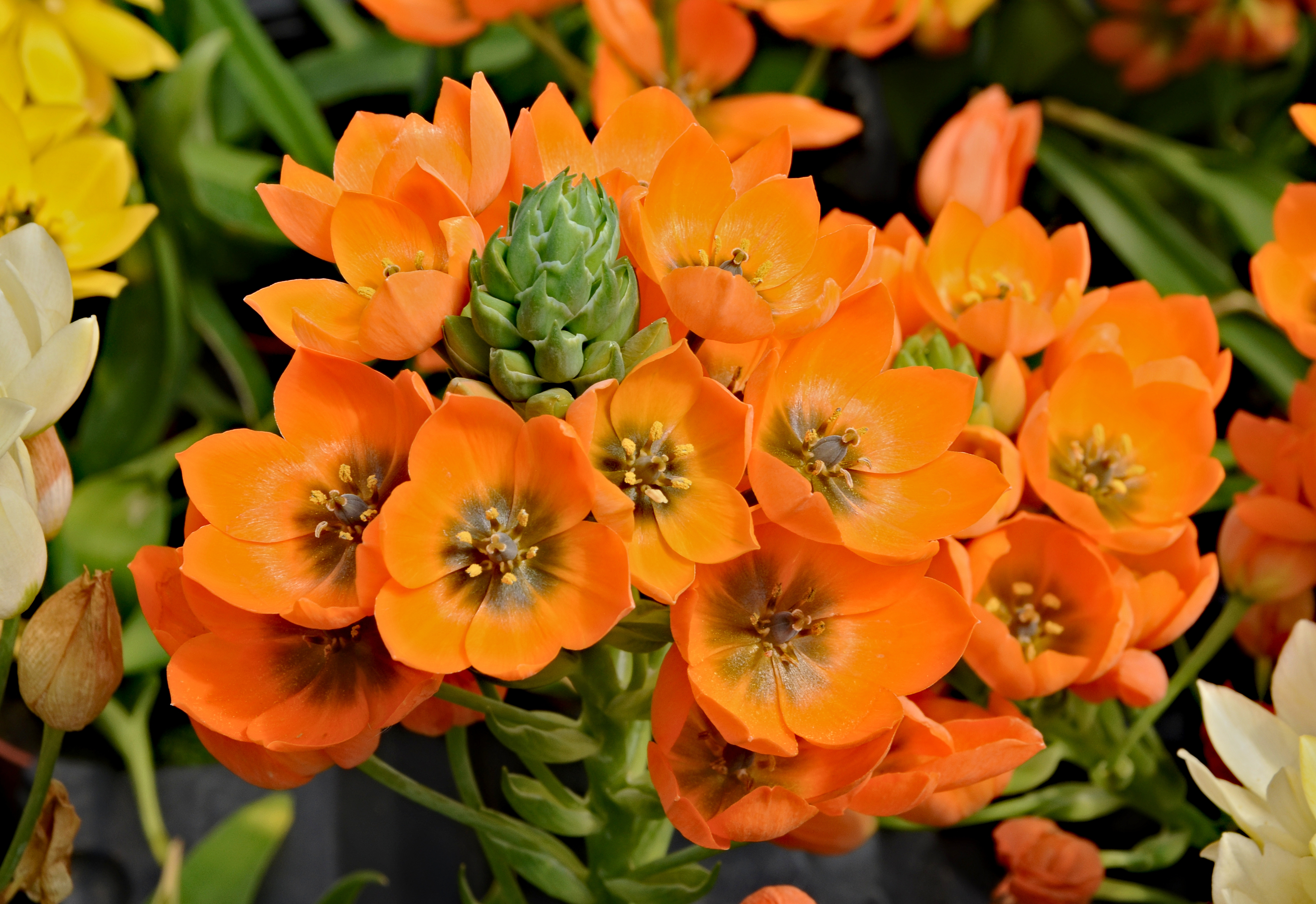
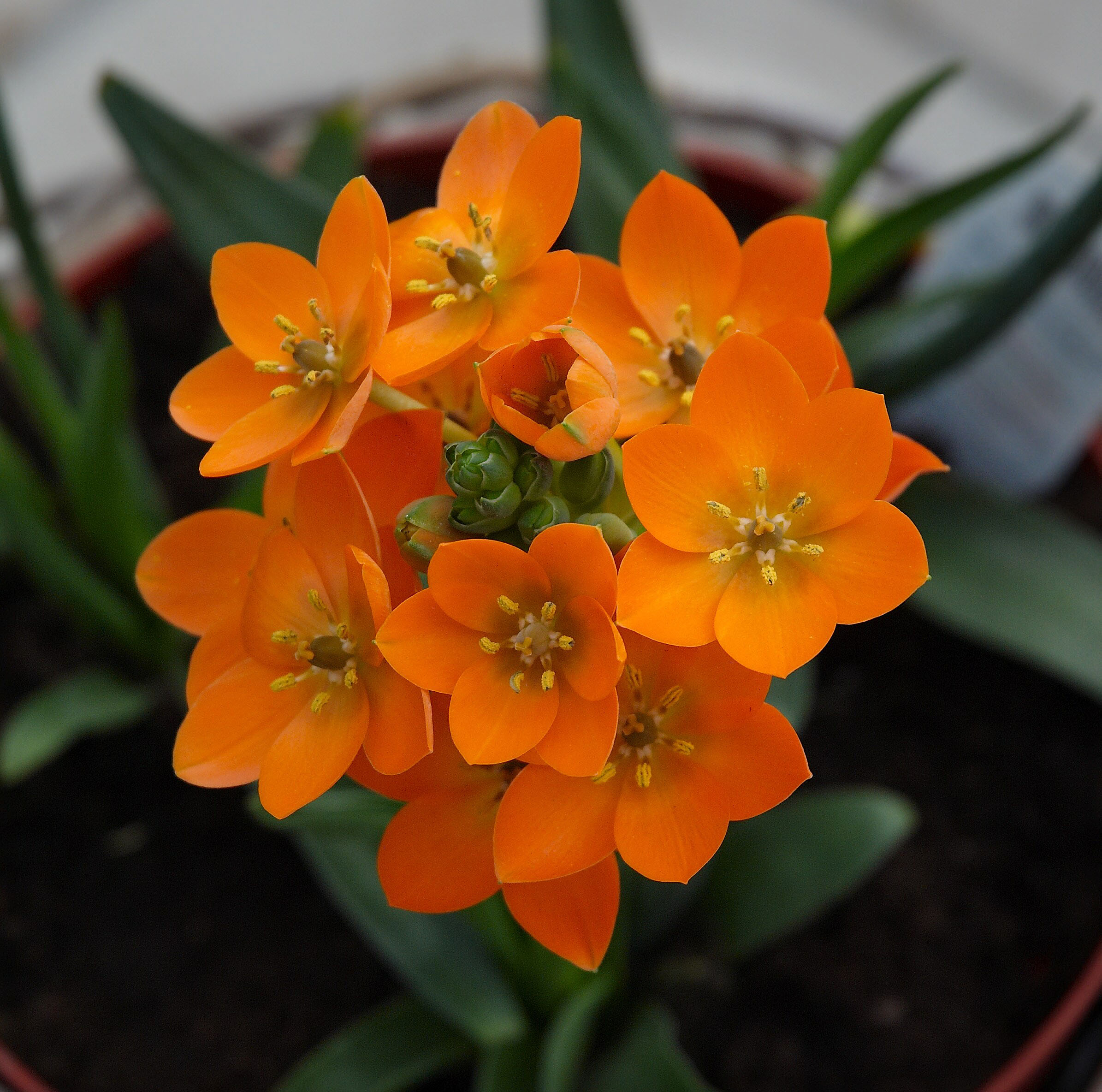
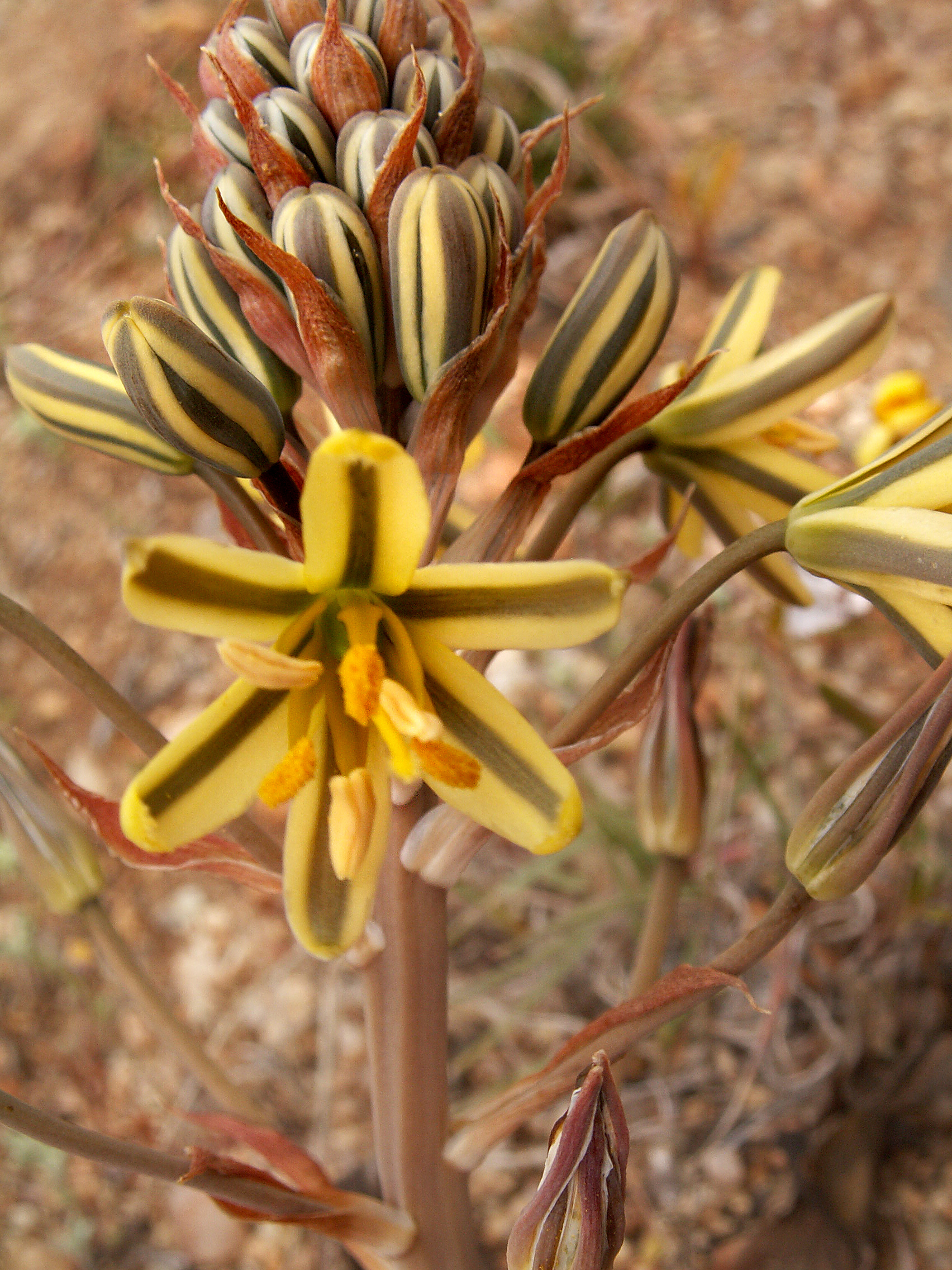
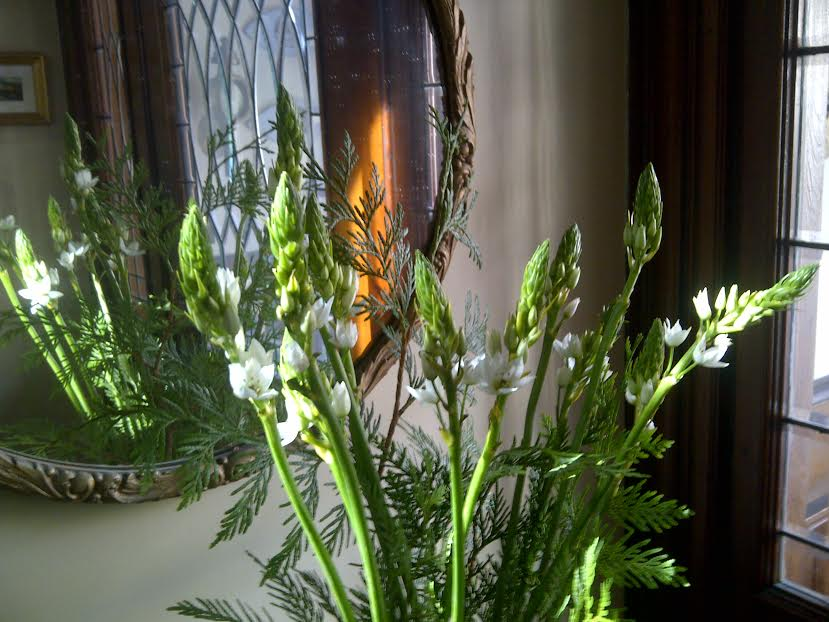
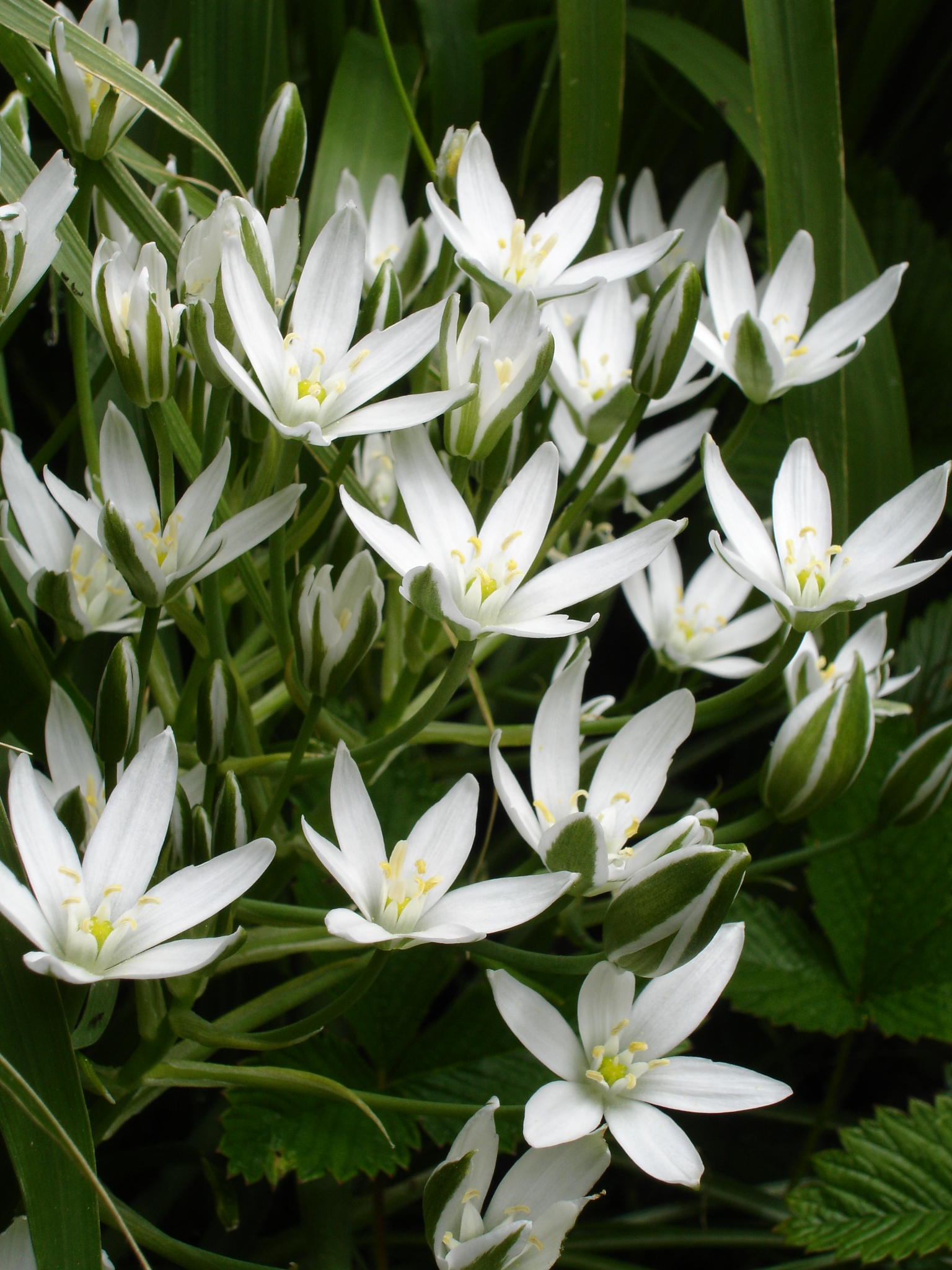

## Dottertaxa till Stjärnlökar, i alfabetisk ordning[1]
- Ornithogalum abyssinicum
- Ornithogalum adseptentrionesvergentulum
- Ornithogalum aetfatense
- Ornithogalum alatum
- Ornithogalum algeriense
- Ornithogalum alpigenum
- Ornithogalum amblyocarpum
- Ornithogalum amphibolum
- Ornithogalum anamurense
- Ornithogalum anatolicum
- Ornithogalum anguinum
- Ornithogalum annae-ameliae
- Ornithogalum apiculatum
- Ornithogalum arabicum
- Ornithogalum arcuatum
- Ornithogalum arianum
- Ornithogalum armeniacum
- Ornithogalum atticum
- Ornithogalum baeticum
- Ornithogalum balansae
- Ornithogalum baurii
- Ornithogalum benguellense
- Ornithogalum bicornutum
- Ornithogalum boucheanum
- Ornithogalum britteniae
- Ornithogalum broteroi
- Ornithogalum bungei
- Ornithogalum campanulatum
- Ornithogalum candicans
- Ornithogalum capillaris
- Ornithogalum cernuum
- Ornithogalum chetikianum
- Ornithogalum chionophilum
- Ornithogalum ciliiferum
- Ornithogalum collinum
- Ornithogalum comosum
- Ornithogalum concinnum
- Ornithogalum conicum
- Ornithogalum constrictum
- Ornithogalum convallarioides
- Ornithogalum corsicum
- Ornithogalum corticatum
- Ornithogalum creticum
- Ornithogalum cuspidatum
- Ornithogalum decus-montium
- Ornithogalum degenianum
- Ornithogalum deltoideum
- Ornithogalum demirizianum
- Ornithogalum diphyllum
- Ornithogalum divergens
- Ornithogalum dolichopharynx
- Ornithogalum dregeanum
- Ornithogalum dubium
- Ornithogalum esterhuyseniae
- Ornithogalum euxinum
- Ornithogalum exaratum
- Ornithogalum exscapum
- Ornithogalum falcatum
- Ornithogalum filicaule
- Ornithogalum fimbriatum
- Ornithogalum fimbrimarginatum
- Ornithogalum fischerianum
- Ornithogalum fissurisedulum
- Ornithogalum flexuosum
- Ornithogalum fuscescens
- Ornithogalum gabrielianiae
- Ornithogalum gambosanum
- Ornithogalum geniculatum
- Ornithogalum gorenflotii
- Ornithogalum graciliflorum
- Ornithogalum gracillimum
- Ornithogalum graecum
- Ornithogalum graminifolium
- Ornithogalum gregorianum
- Ornithogalum gussonei
- Ornithogalum haalenbergense
- Ornithogalum hajastanum
- Ornithogalum hallii
- Ornithogalum hispidulum
- Ornithogalum hispidum
- Ornithogalum hyrcanum
- Ornithogalum imereticum
- Ornithogalum immaculatum
- Ornithogalum improbum
- Ornithogalum inclusum
- Ornithogalum iranicum
- Ornithogalum iraqense
- Ornithogalum isauricum
- Ornithogalum joschtiae
- Ornithogalum juncifolium
- Ornithogalum kuereanum
- Ornithogalum kurdicum
- Ornithogalum lanceolatum
- Ornithogalum leeupoortense
- Ornithogalum libanoticum
- Ornithogalum lithopsoides
- Ornithogalum longicollum
- Ornithogalum luschanii
- Ornithogalum lychnite
- Ornithogalum macrum
- Ornithogalum maculatum
- Ornithogalum magnum
- Ornithogalum mater-familias
- Ornithogalum mekselinae
- Ornithogalum monophyllum
- Ornithogalum montanum
- Ornithogalum multifolium
- Ornithogalum munzurense
- Ornithogalum mysum
- Ornithogalum nallihanense
- Ornithogalum namaquanulum
- Ornithogalum nanodes
- Ornithogalum narbonense
- Ornithogalum navaschinii
- Ornithogalum naviculum
- Ornithogalum neopatersonia
- Ornithogalum neurostegium
- Ornithogalum nivale
- Ornithogalum niveum
- Ornithogalum nurdaniae
- Ornithogalum nutans
- Ornithogalum ocellatum
- Ornithogalum oligophyllum
- Ornithogalum oreoides
- Ornithogalum orthophyllum
- Ornithogalum paludosum
- Ornithogalum pamphylicum
- Ornithogalum pascheanum
- Ornithogalum pedicellare
- Ornithogalum perdurans
- Ornithogalum persicum
- Ornithogalum pilosum
- Ornithogalum polyphyllum
- Ornithogalum ponticum
- Ornithogalum princeps
- Ornithogalum pruinosum
- Ornithogalum puberulum
- Ornithogalum pullatum
- Ornithogalum pumilum
- Ornithogalum pycnanthum
- Ornithogalum pyramidale
- Ornithogalum pyrenaicum
- Ornithogalum refractum
- Ornithogalum regale
- Ornithogalum reverchonii
- Ornithogalum rogersii
- Ornithogalum rossouwii
- Ornithogalum rotatum
- Ornithogalum rupestre
- Ornithogalum samariae
- Ornithogalum sanandajense
- Ornithogalum sandrasicum
- Ornithogalum sardienii
- Ornithogalum saundersiae
- Ornithogalum sephtonii
- Ornithogalum sessiliflorum
- Ornithogalum sigmoideum
- Ornithogalum sintenisii
- Ornithogalum sorgerae
- Ornithogalum spetae
- Ornithogalum sphaerocarpum
- Ornithogalum sphaerolobum
- Ornithogalum subcoriaceum
- Ornithogalum sumbulianum
- Ornithogalum synadelphicum
- Ornithogalum thermophilum
- Ornithogalum thunbergii
- Ornithogalum thyrsoides
- Ornithogalum transcaucasicum
- Ornithogalum trichophyllum
- Ornithogalum tropicale
- Ornithogalum uluense
- Ornithogalum umbellatum
- Ornithogalum umbratile
- Ornithogalum vasakii
- Ornithogalum verae
- Ornithogalum wiedemannii
- Ornithogalum wildtii
- Ornithogalum viridiflorum
- Ornithogalum visianicum
- Ornithogalum woronowii
- Ornithogalum xanthochlorum
- Ornithogalum zebrinellum